# Смеђа боја
Смеђа, кафена или браон боја је топла терцијална боја. Терцијалне боје настају мешањем једне од основних боја са њеном комплементарном бојом, у овом случају мешањем црвене и зелене. Њена РГБ вредност је 150, 75, 0, а хексадецимални запис гласи 964B00.
Смеђа боја има различите називе у зависности од језика. У многим земљама назива се као боја кафе, српски назив кафена, затим боја кестења, чоколаде, леопарда, карамеле, цимета и слично.
Смеђа боја се широко среће у природи, дрвету, земљишту, боји људске косе, боји очију и пигментацији коже. Смеђа је боја тамног дрвета или богатог тла.
Према истраживањима јавног мњења у Европи и Сједињеним Државама, смеђа је најмање омиљена боја јавности; често се повезује са једноставношћу, рустикалношћу, изметом и сиромаштвом, иако има и позитивне асоцијације које укључују печење, топлоту, дивље животиње и јесен.

## Историја и уметност

### Древна историја
Браон се у уметности користила од праисторије. Слике које користе умбер, природни глинени пигмент састављен од оксида гвожђа и оксида мангана, датиране су на 40.000 година пре нове ере. Слике смеђих коња и других животиња пронађене на зидовима пећине Ласко старе су око 17.300 година. Женске фигуре на сликама древних египатских гробница имају смеђу кожу, обојену умбером. Светло жута је често коришћена на осликаним грчким амфорама и вазама, било као позадина за црне фигуре, или обрнуто.
У Старом Риму, смеђа одећа је била повезана са нижим слојевима или варварима. Термин за плебејце, или урбану сиротињу, био је „пулати“, што је дословно значило „они обучени у смеђе“.
- Слика дан коња на зиду пећине Ласко у Француској.
- Гробница Усерхет, 1300. п. н. е. Смеђа је била нашироко коришћена у старом Египту за представљање боје коже.
- Тамносмеђа подлога од теракоте на грчкој амфори са ликовима Херкула и Аполона. (око 720. п. н. е.).

### Посткласична историја
У средњем веку браон хаљине су носили монаси фрањевачког реда, као знак своје понизности и сиромаштва. Од сваке друштвене класе се очекивало да носи боју која одговара њиховом положају; а сива и смеђа су биле боје сиротиње. Расет је била груба домаћа тканина направљена од вуне и обојена врбом и мареном да би добила пригушену сиву или браон нијансу. По статуту из 1363. године, сиромашни Енглези су морали да носе црвенкасту боју. Средњовековна песма Piers Plowman описује честитог хришћанина:
And is gladde of a goune of a graye russet
As of a tunicle of Tarse or of trye scarlet.
Уметници су почели да далеко више користе смеђу боју када је уљано сликарство постало популарно у касном петнаестом веку. Током ренесансе, уметници су углавном користили четири различите смеђе боје; сирови умбер, тамно смеђа глина ископана из земље око Умбрије, у Италији; сирова сијена, црвенкасто-браон земља ископана у близини Сијене, у Тоскани; спаљени умбер, умбријска глина загревана док не добије тамнију нијансу, и спаљена сијена, загревана док не постане тамноцрвенкастосмеђа. У северној Европи, Јан ван Ајк је на својим портретима приказао богате земљане смеђе боје како би истакао светлије боје.
- Леонардо да Винчи је за своје писање и цртање користио сепијско мастило од сипа.
- Јан ван Ајк, Портрет Бодва де Ланва. (1435)
- Мери I Тјудор (1554)

### Модерна историја

#### 17. и 18. век
У 17. и 18. веку се највише употребљавала смеђа боја. Каравађо и Рембрант Ван Рајн користили су браон боје да би створили кјароскуро ефекте, где се субјект појавио из мрака. Рембрант је такође додао умбер у приземне слојеве својих слика јер је промовисао брже сушење. Рембрант је такође почео да користи нови смеђи пигмент, назван Касел земља или Келнска земља. Ово је била природна земљана боја састављена од преко деведесет посто органске материје, као што су земља и тресет. Користили су је Рубенс и Ентони ван Дајк, а касније је постала позната као Ван Дајк браон.
- Аутопортрет Рембранта. Што је Рембрант био старији, то је више смеђе користио на својим сликама.
- Ентони ван Дајк је, као и Рембрант, био везан за пигмент који се зове Касел земља или Келнска земља; који је постао познат као Ван Дајк браон.
- Наталија Наришкина, царица Русије (крај 17. века)

## Браон у науци и природи

### Оптика
Смеђа је тамно наранџаста боја, настала комбиновањем црвене, жуте и црне. Може се сматрати тамно наранџастим, али се може направити и на друге начине. У RGB моделу боја, који користи црвену, зелену и плаву светлост у разним комбинацијама за прављење свих боја на компјутерским и телевизијским екранима, настаје мешањем црвене и зелене светлости.
У смислу видљивог спектра, „браон“ се односи на нијансе дугих таласних дужина, жуте, наранџасте или црвене, у комбинацији са ниском осветљеношћу или засићеношћу. Пошто смеђа може да покрива широк спектар видљивог спектра, користе се сложени придеви као што су црвено браон, жућкасто браон, тамно браон или светло браон.
Као боја ниског интензитета, смеђа је терцијарна боја: мешавина три суптрактивне примарне боје је браон ако је садржај цијан низак. Браон постоји као перцепција боје само у присуству светлије контрасне боје. Жути, наранџасти, црвени или ружичасти објекти се и даље перципирају као такви ако је општи ниво осветљења низак, упркос томе што рефлектују исту количину црвене или наранџасте светлости као што би браон објекат у нормалним условима осветљења.
- Обојени дискови изгледају као браон и наранџасто, али су заправо идентичне нијансе; њихова перципирана боја зависи од нијансе сиве којом су окружени.[13]

### Смеђе очи
Уз неколико изузетака, сви сисари имају браон или тамно пигментисане дужице. Код људи, смеђе очи су резултат релативно високе концентрације меланина у строми дужице, што доводи до апсорпције светлости краћих и дужих таласних дужина, а у многим деловима света, то је скоро једина присутна боја дужице. Тамни пигмент смеђих очију је најчешћи у Источној Азији, Југоисточној Азији, Јужној Азији, Западној Азији, Океанији, Африци, Америци итд. као и деловима Источне Европе и Јужне Европе. Већина људи на свету има тамно смеђе очи. Светло или средње пигментисане смеђе очи су уобичајене у Европи, Авганистану, Пакистану и Северној Индији, као и у неким деловима Блиског истока. (Погледајте боју очију).
- Тамно смеђа дужица је најчешћа у Источној, Југоисточној и Јужној Азији.
- Светло смеђа дужица је најчешћа у Северној Африци, Источној Европи, Америци и Западној Азији.

## Симболика и примена
Смеђа боја симболише природу и плодност земљишта. Психолози тврде да ентеријер ове боје не утиче повољно на креативност, али зато одише удобношћу. У модној индустрији, смеђа боја има негативну конотацију, будући да асоцира на сиромаштво, те готово никада није повезана са гламурним и луксузним животом. Такође, будући да су смеђа одела била препознатљив одевни знак за нацисте, након Другог светског рата, ова боја је дуго била непожељна у модном свету.
Смеђа боја косе је, након црне, друга најзаступљенија боја косе на свету. Очи смеђе боје захваљујући већој концентрацији меланина су најзаступљеније од свих других боја, а најчешће се сусреће у северној и средњој Европи.

## Галерија
- Нијансе смеђе боје
- Бринета, особа смеђе косе
- Тамносмеђе очи
- Природни ћилибар
- Униформа Хитлерове омладине
- Кестење
- Карамеле